# Anton Kolig
 (décembre 2015).
Si vous disposez d'ouvrages ou d'articles de référence ou si vous connaissez des sites web de qualité traitant du thème abordé ici, merci de compléter l'article en donnant les références utiles à sa vérifiabilité et en les liant à la section « Notes et références ».

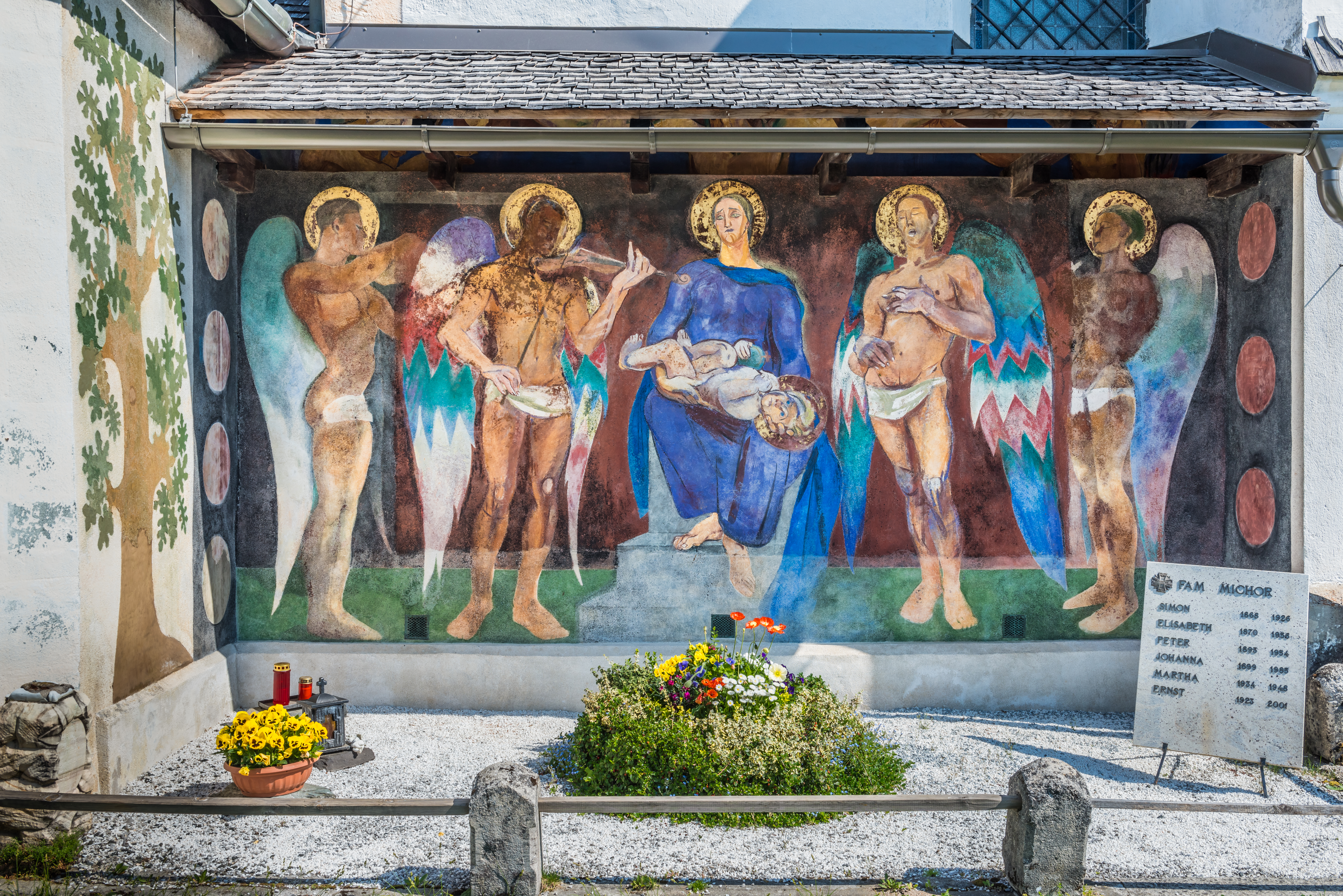
Fresque peinte en 1927-29 par Anton Kolig sur une église à Saak, commune de Nötsch im Gailtal, Autriche.

Anton Kolig, né le 1er juillet 1886 à Nový Jičín (alors Neutitschein, en Autriche-Hongrie), et mort le 17 mai 1950 à Nötsch im Gailtal (Carinthie, Autriche), est un peintre autrichien.

## Biographie
Anton Kolig, ami d'Oskar Kokoschka et d'Egon Schiele, expose dès 1910 avec le groupe de la Sécession viennoise où il rencontre Gustav Klimt. Anton Kolig est un peintre du nu masculin. Sa bisexualité était connue et jugée scandaleuse, mais à l’inverse de Klimt et Schiele, il semblerait qu’il n’ait exprimé sa sexualité que dans sa peinture. On ne lui connaît aucune relation amoureuse avec un modèle[réf. nécessaire].
Kolig, marié depuis 1911, commença de travailler avec des modèles en 1904. Il commença par payer des professionnels ; mais plus tard, en quittant Vienne, il utilisa les membres de sa famille, ses amis, les garçons de ferme des environs ainsi que ses propres élèves. Parmi environ trois mille dessins et quatre cents peintures qu’il a laissés, Kolig célèbre la beauté et la sensualité du jeune corps masculin, mais souci de recherche psychologique. Dans ses dessins, la tête du personnage est parfois absente, et souvent esquissée dans ses toiles. L’imagination artistique de Kolig ne s’attache pas à une personne en particulier mais elle cherche l’éphémère.
Kolig invoqua un jour la notion de « coït spirituel » pour définir l’acte de « peindre et être peint et par extension dessiner et être dessiné ». Pendant des années, il rêva d’un atelier de peinture inspiré des loges maçonniques dans lequel il pourrait enseigner et vivre avec ses élèves. Comme on peut le voir dans le dessin inachevé La Famille du peintre, l’artiste était moins intéressé par son propre cercle familial — sa femme et lui eurent cinq enfants — que par celui qu’il avait choisi.[Interprétation personnelle ?]
Plusieurs de ses œuvres sont conservées à Vienne au musée Leopold et au Belvedere.

## Une œuvre
- Si vous ne connaissez pas le sujet, laissez ce bandeau (vous pouvez alors contacter les auteurs).
- Si vous supprimez le contenu mis en cause (vous pouvez préalablement contacter les auteurs),

argumentez précisément cette suppression dans la page de discussion
(un manque de référence n'est pas un argument ; une recherche réelle de référence doit avoir été effectuée, être formellement documentée).
Jeune Homme assis (Au matin) (1919), Vienne, musée Leopold. C'est une des plus importantes toiles d'Anton Kolig. Elle fut saisie en 1937 par les nazis. Cette lumière haut perchée s’explique par la présence d’une verrière au plafond de l’atelier du peintre à Nötsch. C’est la ville qui lui servit de refuge dans les années 1914 à 1928, sauf quand il  était dans l’armée. Il réussit à y amener, sans être dérangé, un groupe d’étudiants. Parmi eux, les peintres Gerhart Frankl (1901-1965) et Johann Wolfgang Schaukal (1900-1981). Dans la campagne près de Nötsch, Kolig convainquait sans difficulté des jeunes gens de poser pour lui. Bien qu’il regrettât leur manque d’intérêt pour son travail, il se délectait de leur légèreté d’esprit. Jeune Homme assis (Au matin) est une variation sur un thème cher à Kolig, le nu endormi.
La notion de corps masculin vu comme une machine est très claire non seulement dans la structure tectonique des dessins de Kolig en général mais également dans Jeune Homme assis (Au matin). Le jeune corps long et mince s’affaisse sur une chaise de telle manière que les membres semblent avoir fondu. Néanmoins, la silhouette encore lasse, avec sa musculature sinueuse et les flammes colorées sautillant près de ses pieds, laissent présager d’une grande énergie potentielle prête à jaillir lorsque le modèle se sera mis debout.

## Expositions
"Anton Kolig", Leopold-Museum, Vienne (Autriche), 22.09 - 08.01.2018